# Cirrus (rede interbancária)
O Mastercard Cirrus é uma rede interbancária mundial que fornece saques em dinheiro para os titulares de cartões Mastercard. Como subsidiária da Mastercard Inc., ele conecta todos os cartões de crédito, débito e pré-pagos da Mastercard, bem como os cartões de caixa eletrônico emitidos por vários bancos em todo o mundo que exibem o logotipo Mastercard ou Maestro.
Fundada em 1982, antes de ser adquirida pela Mastercard em 1987, a Cirrus System, LLC pertencia ao Bank of Montreal, à BayBanks Inc., à First Interstate Bancorp, ao Mellon Bank, à NBD Bancorp Inc. e à Norwest Corp.
Por padrão, os cartões Mastercard e Maestro estão conectados à rede Cirrus, mas com frequência os três logotipos são exibidos. Caixas eletrônicos no Canadá, nos Estados Unidos e na Arábia Saudita utilizam essa rede, juntamente com suas redes locais, e muitos bancos adotaram a Cirrus como sua rede interbancária internacional, ao lado de uma rede local, da rival rede de caixas eletrônicos Plus, de propriedade da Visa, ou de ambas. Em países como Índia e Bangladesh, a rede Cirrus também atua como rede interbancária local, além de ser uma rede internacional.

## Identificação

Logotipo da Cirrus usado de 1996 até 14 de julho de 2016.

O primeiro logotipo, usado de 1982 até 1992, foi posteriormente alterado para coincidir com aqueles representando as outras subsidiárias da Mastercard, que adquiriu a Cirrus em 1987. A única exceção é a mudança no padrão de cores. Isso também pode ser observado na reformulação de 2016, uma vez que todos os logotipos da Mastercard, Maestro e Cirrus foram igualmente modificados.